# Рамфорд (Мејн)
Рамфорд (енгл. Rumford) насељено је место без административног статуса у америчкој савезној држави Мејн.

## Демографија
По попису из 2010. године број становника је 4.218, што је 577 (-12,0%) становника мање него 2000. године.
| Група             | 2000.         | 2010.         |
| Белци             | 4.706 (98,1%) | 4.053 (96,1%) |
| Афроамериканци    | 6 (0,1%)      | 33 (0,8%)     |
| Азијати           | 10 (0,2%)     | 7 (0,2%)      |
| Хиспаноамериканци | 30 (0,6%)     | 63 (1,5%)     |
| Укупно            | 4.795         | 4.218         |